# تپه مخار
تپه مخار مربوط به هزاره سوم تا هزاره دوم (پیش از میلاد) است و در تربت جام، شرق شهر واقع شده و این اثر در تاریخ ۲۴ فروردین ۱۳۸۲ با شمارهٔ ثبت ۸۲۵۲ به‌عنوان یکی از آثار ملی ایران به ثبت رسیده است.